# Giáo hoàng Phaolô V
Phaolô V (Latinh: Paulus V) là vị giáo hoàng thứ 233 của giáo hội công giáo. Theo niên giám tòa thánh năm 1806 thì ông ở ngôi Giáo hoàng trong 15 năm 7 tháng 13 ngày. Niên giám tòa thánh năm 2003 xác định ông đắc cử Giáo hoàng ngày 16 tháng 5 năm 1605, ngày khai mạc chức vụ mục tử đoàn chiên chúa là ngày 29 tháng 5 năm và ngày kết thúc triều đại của ông là ngày 28 tháng 1 năm 1621.
Giáo hoàng Paulus V sinh tại Roma ngày 17 tháng 9 năm 1550 với tên thật là Camillo Borghèse. Ông xuất thân từ một gia đình lớn của Sienna.
Camillo Borghèse theo học giáo luật ở đại học Bologne. Sau đó, ông vào giáo triều Rôma. Năm 1536, Clêmentê VIII bổ nhiệm ông làm hồng y. Khi Lêô X qua đời, ông được bầu làm Giáo hoàng.

## Tranh chấp với Venice
Ông là một người có nghị lực, tài giỏi nhưng quá nghiêm khắc. Là một luật gia giỏi và có tài trong lĩnh vực ngoại giao, ông thực hiện chính sách gia đình trị độc đoán nhất. Ông bảo vệ tài sản của Giáo hội và vì chuyện này ông đã cãi vã với Venice.
Cuộc xung đột này khiến cho Paul V khai trừ thành phố đó và ra quyết định tuyệt thông đối với quan tổng trấn và viện nguyên lão của thành phố đó. Trước hết là vụ ly giáo thành Venecia (1606), một phần là do sự quá cứng rắn của ông.
May nhờ hồng y De Joyeuse khéo léo dàn xếp, cuộc ly giáo mới chấm dứt (1607). Thái độ của Giáo hoàng đối với vua James I đã không giải quyết được cộng ly giáo ở Anh mà còn gây nên cuộc bách hại người Công giáo.

## Cải cách giáo hội
Ông tiếp tục công việc cải cách, chú trọng đến luật nhiệm sở của các Giám mục, nhắc nhở các cha xứ nhiệm vị giảng dạy đoàn chiên, và sứ mạng truyền giáo. Ông đã gửi trả các Giám mục về giáo phận của họ, bằng cách áp dụng các sắc lệnh của công đồng Trentô.
Ông vận động các quốc gia văn minh can thiệp và ngăn chặn việc bách hại Kitô hữu ở Nhật Bản và Trung Hoa, khuyến khích khoa Thiên văn học. Đồng thời, ông mở lớp dạy ngôn ngữ Ả rập trong các trường đại học để huấn luyện các thừa sai vùng Tiểu Á.
Năm 1614, Phaolô V ấn hành sách lễ nghi Roma gồm bản văn và nghi lễ cử hành bí tích. Năm 1615, Ông cho phép dịch Kinh Thánh và phụng vụ qua tiếng Trung Hoa, nhưng bản dịch trong thực tế không có. Khả năng của một số tu sĩ thông thái như Shall, Verbist... được triều đình ngưỡng mộ, và nhờ các vị giúp soạn lịch, chế tạo đại bác...Ông lên án các học thuyết của Copernicus và cấm đoán các tác phẩm của Galileo. Ông rất quan tâm đến bộ mặc của đô thị Rôma.
Phaolô V còn nổi tiếng vì đã hoàn thành Vương cung thánh đường thánh Phêrô ở Rôma. Dải trang trí chìa ra trên hành lang ngoài của tu viện Bênêđictô mang câu khắc sau: In honorem principis apost, Paulus V Borguesius romanus pont, max. An. MDCXII (Phaolô V Borghese, Giám mục Rôma đã hoàn thành công trình này năm 1612, để tôn kính vị thủ lĩnh các tông đồ).